# Président de la Barbade
Le président de la Barbade (en anglais : President of Barbados) est le chef d'État de la Barbade et le commandant en chef de la force de défense barbadienne. La fonction est établie lors de la proclamation de la république le 30 novembre 2021.

## Historique
Avant le passage à un système républicain le 30 novembre 2021, la Barbade est un royaume du Commonwealth, un État pleinement indépendant ayant conservé la reine Élisabeth II comme chef symbolique et cérémoniel de l'État. Cette dernière est alors représentée par un gouverneur général nommé par elle sur proposition du gouvernement barbadien. 
Si les débats sur le passage à une république remontent à plus de quatre décennies, le sujet est officiellement évoqué en 1998 dans un rapport parlementaire, et réaffirmé en 2015 par le Premier ministre Freundel Stuart, qui prévoit alors cette transition « dans un futur proche ». Entretemps, en 2003, la Barbade adopte pour ultime cour d'appel la Cour caribéenne de justice en remplacement du Conseil privé du Royaume-Uni, ce qui est perçu comme un pas de plus vers le desserrement des liens avec la Couronne britannique.
Fort de son écrasante victoire aux élections législatives de 2018 qui voient le Parti travailliste remporter la totalité des 30 sièges de l'Assemblée au détriment du Parti travailliste démocrate de Freundel Stuart, le gouvernement de la Première ministre Mia Mottley entreprend courant 2020 de doter la Barbade d'une nouvelle Constitution et de passer à un système républicain,. Jugeant le système reposant sur un monarque étranger dont les Barbadiens sont exclus du mode de sélection aussi « anachronique » que l'absence de droit de vote des femmes avant 1944, Mia Mottley fait également dire à la gouverneure générale, lors d'une déclaration suivant le discours du Trône du 15 septembre 2020, que celui-ci sera le dernier à être présenté au Parlement barbadien,.

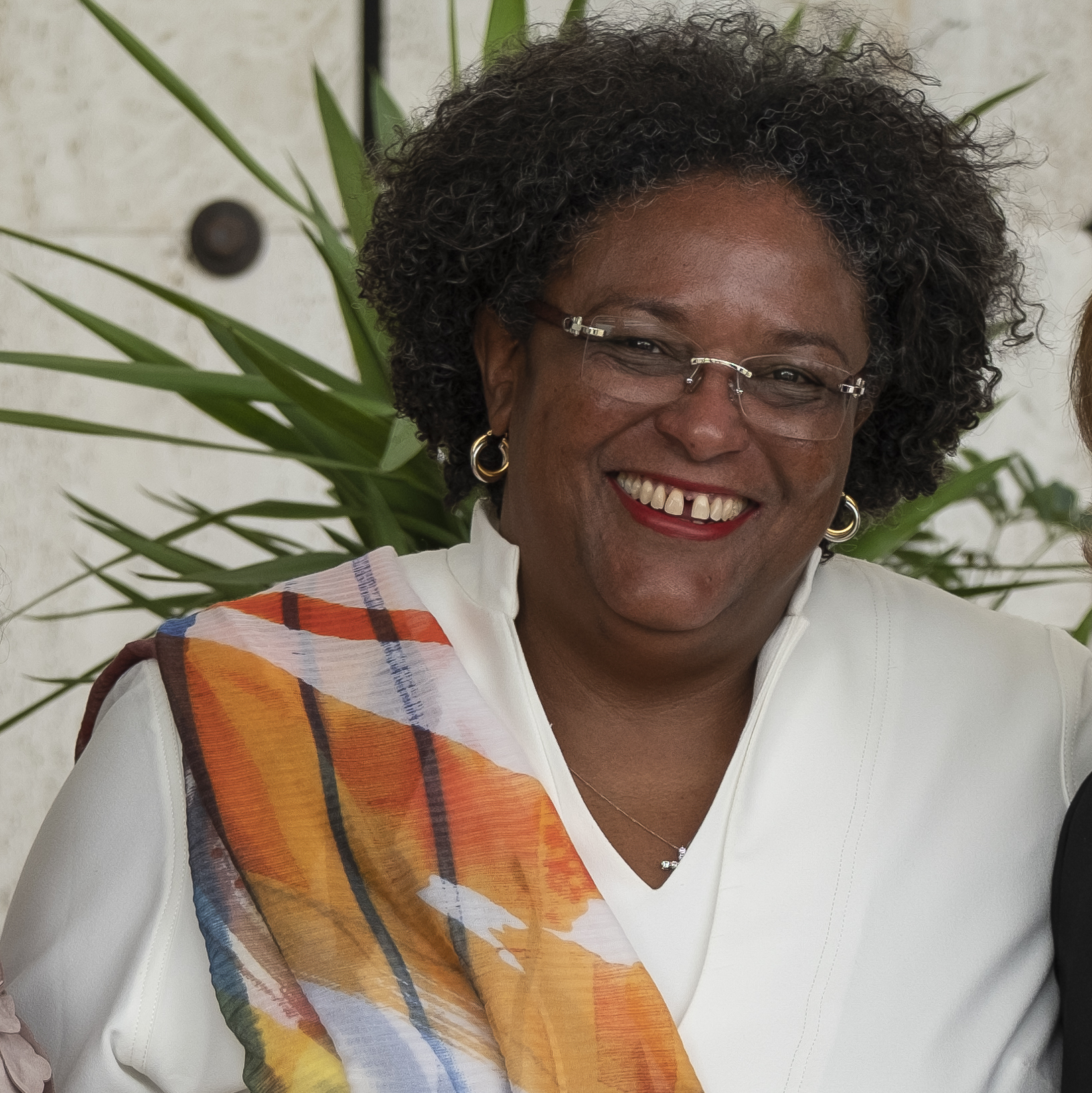
Mia Mottley.

Mia Mottley annonce ainsi le 27 juillet 2021 le remplacement à venir du poste de gouverneur général par celui de président. La forme parlementaire du régime politique étant conservée, le nouveau chef de l'État doit assumer comme son prédécesseur des fonctions essentiellement honorifiques. Son élection par le Parlement doit être suivie d'une prise de fonction le 30 novembre 2021 puis d'une période de transition de douze à quinze mois, au cours de laquelle la Constitution sera revue chapitre par chapitre par un comité bipartisan afin de lui donner un caractère républicain,.

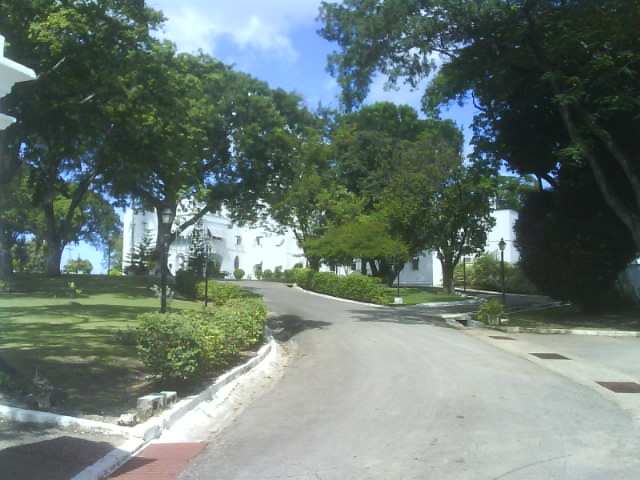
La State House, résidence officielle du président de la Barbade.

Dans un souci d'apaiser les inquiétudes d'une partie de la population quant à un changement brusque du système politique, le gouvernement présente le 21 août 2021 la candidature du gouverneur général en fonction, Dame Sandra Mason, pour l'élection présidentielle, assurant également que le drapeau, l'hymne national, le nom de la fête d'indépendance et celui du pays resteront inchangés,,.
Le 20 septembre, le gouvernement introduit un amendement constitutionnel supprimant de la Constitution toutes les références à la monarchie pour les remplacer par des éléments républicains, et instaurant l'élection au suffrage indirect d'un président pour chef d'État de la Barbade. L'amendement est voté à l'unanimité à l'Assemblée le 28 septembre, puis au Sénat le 6 octobre, pour un passage à la république le 30 novembre 2021,,.

## Système électoral
Le président de la Barbade est élu au scrutin indirect et secret par un collège électoral composé des membres du Parlement, soit les 21 membres du Sénat et les 30 membres de l'Assemblée. Est élu pour un mandat de quatre ans, renouvelable une seule fois, le candidat qui recueille la majorité qualifiée des deux tiers des suffrages dans chacune des chambres du Parlement.
La Constitution prévoit la possibilité pour le Premier ministre et le chef de l'opposition de s'accorder sur la nomination d'un candidat commun. Auquel cas, le Parlement est réuni et le candidat commun est déclaré élu à l'unanimité si aucun membre n'y fait objection.
Si une objection est soulevée, ou s'il n'y a pas de candidature commune, il est procédé à une élection en un seul tour où la majorité des deux tiers des suffrages exprimés dans chacune des chambres est requise pour l'emporter. Peuvent alors se présenter les candidats soutenus soit par le Premier ministre, soit par le chef de l'opposition, soit par au moins dix membres du Parlement.

## Rôle constitutionnel
La Constitution de la Barbade confère au pays une forme de gouvernement parlementaire, basée sur le système de Westminster, dans lequel le chef de l'État joue un rôle purement honorifique. À l'instar d'autres républiques du Commonwealth, comme l'Inde ou Trinité-et-Tobago, mais à la différence des États parlementaires européens comme l'Allemagne ou l'Italie, le président de la Barbade est théoriquement investi de larges pouvoirs constitutionnels s'étendant aux trois branches du gouvernement (exécutive, législative et judiciaire). Dans la pratique, cependant, les conventions constitutionnelles qui liaient la reine et son gouverneur général lorsque la Barbade était une monarchie constitutionnelle restent en vigueur, ce qui signifie que le pouvoir exécutif continue d'être exercé par le Premier ministre et le Cabinet, conformément à la Constitution amendée, qui stipule que le président agit « conformément à l'avis du Cabinet ou d'un ministre agissant sous l'autorité générale du Cabinet ». Néanmoins, dans certaines circonstances, le président peut user de ses pouvoirs de réserve, comme la reine avant lui.